# Lolo Hilir
Lolo Hilir is een bestuurslaag in het regentschap Kerinci van de provincie Jambi, Indonesië. Lolo Hilir telt 1346 inwoners (volkstelling 2010).